# Europäisches Olympisches Winter-Jugendfestival 2015/Nordische Kombination
Beim Europäischen Olympischen Winter-Jugendfestival 2015 wurden drei Wettbewerbe in der Nordischen Kombination in Tschagguns bzw. Gaschurn ausgetragen. Das Skispringen fand im Montafoner Schanzenzentrum, das Langlaufen auf der Langlaufloipe Gaschurn statt.

## Medaillenspiegel
| Platz | Land        | Gold | Silber | Bronze | Gesamt |
| ----- | ----------- | ---- | ------ | ------ | ------ |
| 1     | Deutschland | 2    | 1      | –      | 3      |
| 2     | Österreich  | 1    | 1      | 1      | 3      |
| 3     | Finnland    | –    | 1      | –      | 1      |
| 4     | Frankreich  | –    | –      | 2      | 2      |

## Medaillengewinner
Männer
| Konkurrenz                     | Gold                                                             | Silber                                                                      | Bronze                                                               |
| ------------------------------ | ---------------------------------------------------------------- | --------------------------------------------------------------------------- | -------------------------------------------------------------------- |
| Gundersen Normalschanze/5 km   | Willi Hengelhaupt                                                | Samuel Mraz                                                                 | Theo Rochat                                                          |
| Gundersen Normalschanze/10 km  | Willi Hengelhaupt                                                | Severi Taipale                                                              | Samuel Mraz                                                          |
| Gundersen Normalschanze/4x5 km | ÖsterreichDaniel Rieder Philipp Kutin Samuel Mraz Mika Vermeulen | DeutschlandConstantin Schnurr Benedikt Schwaiger Tim Kopp Willi Hengelhaupt | FrankreichYann Laheurte Brice Ottonello Lilian Vaxelaire Theo Rochat |

## Gundersen Normalschanze/5 km
| Platz | Land | Sportler           | Punkte im Springen | Zeit (min) |
| ----- | ---- | ------------------ | ------------------ | ---------- |
| 1     | GER  | Willi Hengelhaupt  | 129,8 (1.)         | 13:40,9    |
| 2     | AUT  | Samuel Mraz        | 123,0 (3.)         | 14:17,3    |
| 3     | FRA  | Theo Rochat        | 112,9 (14.)        | 14:25,4    |
| 4     | ITA  | Aaron Kostner      | 115,2 (11.)        | 14:25,9    |
| 5     | AUT  | Daniel Rieder      | 114,2 (12.)        | 14:39,5    |
| 6     | GER  | Constantin Schnurr | 117,6 (9.)         | 14:49,6    |
| 7     | GER  | Benedikt Schwaiger | 119.8 (7.)         | 14:49,9    |
| 8     | CZE  | Ondřej Pažout      | 114,2 (12.)        | 14:50,7    |
| 9     | SLO  | Vid Vrhovnik       | 121,7 (5.)         | 14:51,4    |
| 10    | FRA  | Yann Laheurte      | 117,7 (8.)         | 14:51,8    |
| …     |      |                    |                    |            |
| 12    | AUT  | Mika Vermeulen     | 102,7 (29.)        | 15:09,9    |
| 17    | GER  | Tim Kopp           | 108,2 (23.)        | 15:55,5    |
| 23    | AUT  | Philipp Kuttin     | 91,6 (36.)         | 16:00,9    |

## Gundersen Normalschanze/10 km
| Platz | Land | Sportler           | Punkte im Springen | Zeit (min) |
| ----- | ---- | ------------------ | ------------------ | ---------- |
| 1     | GER  | Willi Hengelhaupt  | 121,2 (4.)         | 27:17,4    |
| 2     | CZE  | Severi Taipale     | 114,7 (10.)        | 27:30,4    |
| 3     | AUT  | Samuel Mraz        | 121,1 (5.)         | 27:34,5    |
| 4     | GER  | Constantin Schnurr | 121,5 (3.)         | 27:45,0    |
| 5     | ITA  | Aaron Kostner      | 111,2 (14.)        | 27:55,1    |
| 6     | GER  | Benedikt Schwaiger | 120,3 (7.)         | 28:01,4    |
| 7     | AUT  | Daniel Rieder      | 109,6 (17.)        | 28:06,9    |
| 8     | GER  | Tim Kopp           | 112,6 (12.)        | 28:13,6    |
| 9     | NOR  | Lars Ivar Skårset  | 111,0 (15.)        | 28:14,5    |
| 10    | SLO  | Vid Vrhovnik       | 122,0 (2.)         | 28:24,5    |
| 11    | AUT  | Mika Vermeulen     | 92,5 (34.)         | 28:26,2    |
| …     |      |                    |                    |            |
| 21    | AUT  | Philipp Kuttin     | 88,8 (38.)         | 29:36,1    |

## Teamwettkampf
| Platz | Land | Sportler                                                         | Punkte im Springen | Zeit (min) |
| ----- | ---- | ---------------------------------------------------------------- | ------------------ | ---------- |
| 1     | AUT  | Daniel Rieder Philipp Kuttin Samuel Mraz Mika Vermeulen          | 398,6 (6.)         | 56:37,3    |
| 2     | GER  | Constantin Schnurr Benedikt Schwaiger Tim Kopp Willi Hengelhaupt | 454,7 (1.)         | 56:40,6    |
| 3     | FRA  | Yann Laheurte Brice Ottonello Lilian Vaxelaire Theo Rochat       | 437,5 (2.)         | 57:50,7    |
| 4     | CZE  | Jan Vytrval Frantisek Slavik David Zemek Ondřej Pažout           | 402,7 (4.)         | 58:52,7    |
| 5     | FIN  | Mikko Hulkko Vili Laukkanen Santeri Hynninen Severi Taipale      | 399,2 (5.)         | 59:35,1    |
| 6     | ITA  | Denis Parolari Giulio Bezzi Mirco Sieff Aaron Kostner            | 384,6 (7.)         | 1:00:14,3  |
| 7     | RUS  | Witali Iwanow Ivan Konoplev Sergey Ovtin Dmitry Gelvig           | 362,9 (9.)         | 1:01:00,4  |
| 8     | SLO  | Vid Vrhovnik Gašper Brecl Jaka Matko Matevz Malovrh              | 413,3 (3.)         | 1:01:08,5  |
| 9     | POL  | Pawel Chyc Mateusz Dyrcz Paweł Twardosz Kacper Konior            | 353,7 (10.)        | 1:03:04,0  |
| 10    | EST  | Klaus-Mark Kolpakov Risto Raudberg Ainar Pikk Artti Aigro        | 372,2 (8.)         | 1:05:06,0  |